# 吕宫
吕宫（1603年—1664年），字长音，号蒼忱，别號金门，江南武进（今属江苏省常州市）人。明末清初政治人物。

## 生平
生于明万历三十一年（1603年），崇禎六年（1633年）舉癸酉科應天府鄉試。明亡仕清，顺治四年（1647年）高中丁亥科一甲第一名進士及第（状元），授秘书院修撰。顺治九年，加衔右中允。顺治十年，授內秘書院大學士。顺治十一年三月，陈名夏结党议罪处死，吕宫引咎自责，帝赦其罪。顺治十二年（1655年），修成《资政要览》，加太子太保。二月，休致。卒于康熙三年（1664年），年六十二歲。

## 家族
楊廷鑑的僚婿。

## 延伸阅读
[在维基数据编辑]
 《清史稿·卷238》，出自趙爾巽《清史稿》